# Лагерь для интернированных лиц № III
Лагерь для интернированных лиц № III (швед. III Interneringslägret) — лагерь, действовавший в 1941—1944 годах около Бюринге (Сёдерманланд, Швеция). В нём содержались более 150-ти интернированных советских военнослужащих.

## История
Строительство лагеря началось после нападения Германии на СССР. Располагался он в Сёдерманланде к югу от Стренгнеса. Первоначально лагерь находился в ведении Управления социального обеспечения, однако в июле 1941 года он был передан Секции интернированных лиц (Interneringsdetaljen), которая являлась структурным подразделением Отдела противовоздушной обороны Главного штаба обороны Швеции.
Лагерь был обнесён колючей проволокой, по углам стояли прожектора. Он состоял из простых бараков, в которых зимой было столь холодно, что приходилось постоянно следить за огнём. С появлением в нём интернированных его первое время охраняли солдаты шведской армии, но затем их сменили резервисты, которые гораздо строже относились к своим обязанностям. Комендантом лагеря был ротмистр Карл Аксель Эберхард Русенблад (1886—1953).
22 сентября 1941 года в лагере появились первые 60 советских моряков, которые в двадцатых числах сентября на двух торпедных катерах добрались до территориальных вод Швеции из Прибалтики. На эсминце «Ремус» их доставили в Нюнесхамн, а затем в лагерь под Бюринге. Несколько дней спустя в лагерь прибыло ещё сто советских военнослужащих, попавших в Швецию из Эстонии. На 31 декабря 1941 года в лагере находилось 164 интернированных: 21 офицер, 8 комиссаров и политруков, 5 интендантов, 19 военинженеров, 4 воентехника, 2 военфельдшера, 44 младших командира, 1 заместитель политрука («politruk (sergeants tjänsteställning)»), 51 матрос и 9 человек гражданских специальностей. Из офицеров 5 человек относились к сухопутным частям (среди них был 1 подполковник и 2 майора).
Любопытно описание русских шведским военным чиновником:
«Русские кажутся людьми добросердечными и всегда готовыми прийти на помощь. Они словно большие дети и обладают всеми добрыми качествами таковых, но могут быть и по-детски жестоки, чему имеется немало свидетельств. Есть в них какая-то восточная хитрость и лукавство. Общий образовательный уровень русских интернированных довольно высок. Неграмотных нет. Удивительно, что многие из них интересуются классической литературой и обладают глубокими познаниями в истории литературы русской. […] Как правило, они не владеют иностранными языками, что объясняется тем, что они были изолированы от остальной Европы. Однако многие стараются исправить этот недостаток и изучают в лагере шведский, немецкий и даже английский языки».
Чтобы занять интернированных, их допускали до работ в области лесозаготовок и дорожного строительства, за что им полагалась плата в 1 крону в день (шведы занятые на тех же работах, получали 3 кроны).
Интернированные имели различные взгляды на некоторые политические вопросы, что пораждало среди них конфликты. В связи с этим шведские власти разделили лагерь на секции «A» и «B», протянув между ними колючую проволоку.
В 1943 году интернированные, недовольные условиями содержания в лагере, объявили голодовку, после чего шведы несколько ослабили охрану и разрешили им достаточно свободно передвигаться в трёхкилометровой зоне вокруг лагеря. При этом на форму им была нашита звезда, которая должна была указывать местному населению, что они из лагеря. В лагере была также организована танцплощадка и создан оркестр. Интернированные могли даже устраивать танцы с местными девушками.
В 1944 году, когда поражение Германии становилось всё более очевидным, Швеция по требованию СССР тайно репатриировала интернированных советских граждан. 1 октября обитателей лагеря в Бюринге построили в шеренгу перед шведскими и советскими военными и объявили о том, что если кто-то желает остаться в Швеции, должен сделать шаг вперёд. Таковых оказалось 34 человека. Остальные в этом же месяце были несколькими партиями отправлены в СССР.
22 сентября 2012 года в Бюринге был установлен камень, посвящённый памяти содержавшихся в лагере советских военнослужащих.